# Curacaví
Curacaví är en kommun i Chile.   Den ligger i provinsen Provincia de Melipilla och regionen Región Metropolitana de Santiago, i den mellersta delen av landet, 40 km väster om huvudstaden Santiago de Chile.
Trakten runt Curacaví består till största delen av jordbruksmark. Runt Curacaví är det ganska glesbefolkat, med 50 invånare per kvadratkilometer.